# Dactylamblyops solivaga
Dactylamblyops solivaga är en kräftdjursart som beskrevs av Yakov Avadievich Birstein och Tchindonova 1958. Dactylamblyops solivaga ingår i släktet Dactylamblyops och familjen Mysidae. Inga underarter finns listade i Catalogue of Life.